# 艾爾·奧利佛
小亞伯特·奧利佛（英語：Albert Oliver Jr.，1946年10月14日—），綽號「Scoop」，為美國職棒大聯盟的外野手與一壘手，生涯曾效力過海盜、遊騎兵、博覽會、巨人、費城人、道奇與藍鳥等隊。他是1970年代海盜拿下5次分區冠軍的成員之一，並在1971年拿下世界大賽冠軍。奧利佛生涯入選7次明星賽、3次拿下銀棒獎。1982年，他同時拿下國聯打擊王和打點王。

## 職業生涯

### 匹茲堡海盜
1964年，奧利佛以業餘自由球員身分加盟海盜隊。1968年9月14日，他成功登上大聯盟，而這天也是他父親去世的日子。1969年，他繳出2成85的打擊率，並敲出17轟與70分打點，最後他在新人王票選上拿下第二名。1970年，奧利佛的打擊率為2成70，挨了14顆觸身球為國聯次高。海盜在這年成功闖進季後賽，不過最後在國聯冠軍賽輸給紅人。
1971年9月1日，海盜成為大聯盟第一支先發陣容全都是黑人的球隊。奧利佛在這年的打擊率為2成82，並敲出31支二壘安打。最後海盜在季後賽一路過關斬將，成功拿下世界大賽冠軍。
1972年，他繳出3成12的打擊率，並敲出12轟與89分打點。他在這年首度入選明星賽，並在MVP票選上拿下第七名。1973年，奧利佛的打擊率為2成92，並敲出20轟與99分打點。球隊在這年拿下國聯東區冠軍，但在國聯冠軍賽再度敗給紅人。
1974年，奧利佛的打擊率為3成21，並擊出198支安打。他敲出38支二壘安打和12支三壘安打，都是國聯第二多。最後他在MVP票選上拿下第七名。這年他分別寫下連23場和21場比賽敲安的表現，不過可惜球隊在季後賽止步於國聯冠軍賽。
1975年，他的打擊率為2成80，並敲出18轟與84分打點。這年他第二次入選明星賽，但是球隊在季後賽又被紅人橫掃淘汰。
1976年，奧利佛繳出3成23的打擊率，讓他連續9年的單季打擊率都突破3成。他在上半季的打擊率高達3成60，雖然入選明星賽，但他在下半季因為耳朵感染而表現下滑，導致他最終的打擊率排不進聯盟前十。1977年，他的打擊率為3成08，並敲出19轟與82分打點。

### 德州遊騎兵
1977年12月8日，海盜發動大聯盟首次的四隊交易。他們將奧利佛和Nelson Norman交易到遊騎兵，並分別從遊騎兵和大都會換來伯特·布萊勒文和John Milner。
1978年，奧利佛的打擊率為3成24排在美聯第二。隔年他的打擊率為3成23，不過在美聯只能排在第五。
1980年，奧利佛成為大聯盟首位身穿0號球衣的選手。這年他全勤出賽，打擊率為3成19，並敲出209支安打和117分打點。他在這年也首度代表美聯出戰明星賽，並拿下生涯首座銀棒獎。
1981年，他的打擊率為3成09，並敲出130支安打。最後他順利入選明星賽和拿下銀棒獎。這年他主要擔任指定打擊，因此成為大聯盟首位連續兩年擔任不同守位，卻蟬聯拿下銀棒獎的選手。

### 蒙特婁博覽會
奧利佛原本打算繼續和遊騎兵簽下延長合約，但球隊卻只想將他交易。1982年球季開打前，遊騎兵一度和洋基談判交易案，想用奧利佛向洋基換來Oscar Gamble、Bob Watson和Mike Morgan。不過Gamble握有球隊交易決定權，他拒絕自己被交易到遊騎兵，因此談判最終破局。1982年3月31日，遊騎兵將奧利佛交易到博覽會，換來Larry Parrish和Dave Hostetler。他到博覽會馬上就成為球隊先發一壘手。
他在博覽會的第一年繳出生涯新高的3成31打擊率，成功拿下打擊王。他敲出204支安打和109分打點也都是聯盟最高，他擊出22轟也寫下生涯新高。這年他成功入選明星賽，連三年拿下銀棒獎，並在MVP票選上拿下第三名。
1983年8月10日，他敲出生涯2500安。他成功在這年明星賽擔任先發，整季他敲出38支二壘安打為國聯第一。

### 生涯後期
1984年2月27日，博覽會將奧利佛交易到巨人，換來Fred Breining和Max Venable。8月20日，他再被交易到費城人，換來Kelly Downs和George Riley。
1985年休賽季，費城人將奧利佛交易到道奇，換來Pat Zachry。同年7月9日，道奇再將他交易到藍鳥，換來Len Matuszek。1985年美國聯盟冠軍賽，奧利佛敲出2支致勝安打，一度幫助藍鳥取得3勝1敗領先。然而皇家後來連勝3場比賽，硬是逆轉藍鳥晉級世界大賽。其中皇家第七戰推出右投的布瑞特·塞伯海金先發，而藍鳥也派出左打的奧利佛來對決。不過塞伯海金投了3局無失分後就退場，改由左投的Charlie Leibrandt登板。藍鳥在這年改讓右打的Cliff Johnson接替奧利佛打擊，結果Johnson最後吞下三振。奧利佛在休息室大聲咆哮的畫面也被攝影機給拍了下來，他在這年系列賽的打擊率高達3成75，卻在最後關頭坐板凳，看著球隊遭到淘汰。
1980年代中期，球隊的老闆存在勾結關係。奧利佛也聲稱他就是因為這種關係被迫退休，不過這個說法並未得到證實。名人堂球員安德烈·道森曾說：「以奧利佛在比賽中的穩定表現，要是當時他並未被迫退休，他會有非常高的機率可以入選名人堂。他如果可以再獲得一些出賽機會，挑戰3000安紀錄指日可待，甚至在現今的棒球界仍有能力佔有一席之地。」

## 生涯打擊成績
| 出賽次數 | 打席 | 打數 | 得分 | 安打 | 二安 | 三安 | 全壘打 | 打點 | 盜壘 | 保送 | 三振 | 打擊率 | 上壘率 | 長打率 | OPS  |
| -------- | ---- | ---- | ---- | ---- | ---- | ---- | ------ | ---- | ---- | ---- | ---- | ------ | ------ | ------ | ---- |
| 2368     | 9778 | 9049 | 1189 | 2743 | 529  | 77   | 219    | 1326 | 84   | 535  | 756  | .303   | .451   | .344   | .795 |

## 個人生活
奧利佛的兒子亞倫在大學時期是一名足球員，他曾在1998年拿下12大聯盟的總冠軍。2013年4月22日，朴茨茅斯市為了表彰奧利佛對社區和俄亥俄州南部的努力與貢獻，因此一致通過一項決議，讓他成為朴茨茅斯市的「大使先生」。他在2014年9月出版其自傳。

## 外部連結
- 球員資訊和成績在MLB，ESPN，Baseball-Reference，Fangraphs（英文）